# Suzanne Daneau
Suzanne Laure Daneau (ur. 17 sierpnia 1901 w Tournai, zm. 30 listopada 1971 tamże) – belgijska kompozytorka i pianistka.

## Życiorys
Studiowała muzykę u ojca Nicolasa Daneau, a także u Paula Gilsona w Brukseli oraz u Arthura de Greefa. Studiowała w akademii muzycznej w Tournai oraz w konserwatorium w Mons. Założyła Trio DGL ze skrzypkiem Georgesem Gommaertsem i wiolonczelistą Édouardem Livainem. Redagowała przez cztery lata czasopismo „La Gazette musicale de Belgique”. Wykładała historię muzyki w konserwatorium w Tournai.

## Twórczość
Pisała głównie muzykę orkiestrową, a także pieśni na głos i fortepian. Wybrane utwory:
- Jeux Funéraires – kompozycja na Letnie Igrzyska Olimpijskie 1924 w Paryżu[1]
- Kwartet smyczkowy[2]
- Wariacje na cztery altówki[2]
- Le rêveil d'Endymion, balet[2]
- Le diable violoneux, balet[2]